# Iwanson-Sixt-Stiftung zeitgenössischer Tanz
Im März 2007 ist in München die Iwanson-Sixt-Stiftung zeitgenössischer Tanz als erste Stiftung für zeitgenössischen Tanz in Deutschland gegründet worden. Die Stifter, Jessica Iwanson und Stefan Sixt, leiten seit über 30 Jahren die Iwanson Schule zeitgenössischer Tanz. Vor dem Hintergrund der täglichen Arbeit wurde die Stiftung gegründet, um Tänzern, Choreografen und Tanzpädagogen Proberaum zur Verfügung zu stellen sowie sie durch die Vergabe von Preisen, Stipendien und Reisekostenzuschüssen zu motivieren und zu fördern. Die Stiftung wendet jährlich rund 10.000 Euro für diese Projekte auf. Fördermittel des Kulturreferates der Landeshauptstadt München ermöglichten es der Stiftung, ab 2008 einen eigenen Proberaum zu mieten und die Vorstellungsreihe Junger Tanz München zu produzieren.

## Zukunft
Die Stiftung soll sich in Zukunft zu einem vollwertigen Teil der institutionalisierten Förderung der Tanzkunst entwickeln und mit den entsprechenden Institutionen und Behörden kooperieren. Sie wird Benefiz-Veranstaltungen organisieren und aus Spenden, Zustiftungen und den Erlösen der Veranstaltungen Stipendien und Preise finanzieren. In der weiteren Zukunft wird die Stiftung auch soziale Aspekte von älteren Tanzschaffenden in ihre Arbeit einbeziehen: Die Würdigung von Lebenswerken in Form von Preisen, die Finanzierung von Therapien oder Umschulungen, aber auch zum Beispiel die Bereitstellung von Ferienwohnungen für ältere Tanzkünstler.

## Der Beirat
Der Stiftungsbeirat besteht aus Persönlichkeiten aus Kunst, Politik und Wirtschaft. Der Beirat versteht sich als ‚Allianz für den Tanz‘ und fördert die Stiftung durch aktive Netzwerkarbeit. Die aktuellen Mitglieder sind:
- Brigitte Weinzierl (Tanzkuratorin)
- Ismael Ivo (Künstlerischer Leiter der Tanzbiennale von Venedig)
- Hans Henning Paar (Direktor des Balletts am Münchner Gärtnerplatztheater)
- Jochen Heckmann (Choreograf)
- Hubert Kühner (Münchner Kaufmann)
- Peter Grassinger (Ehrenpräsident des Münchner Künstlerhauses)

## Vergabegrundsätze
Stipendien, Zuschüsse oder Preise werden an künstlerisch herausragende Einzelpersonen vergeben, deren Bedarf bzw. deren Situation nicht oder nicht ausreichend aus bestehenden öffentlichen Strukturen gefördert wird.